# Ring-Trilogie
Die Ring-Trilogie besteht aus drei Fantasy-Büchern der US-amerikanischen Romance-Autorin Nora Roberts. Die einzelnen Bücher erschienen erstmals 2006 als Morrigan's Cross (Teil 1), Dance Of The Gods (Teil 2) und Valley Of Silence (Teil 3). Auch im Englischen nennt sich die Reihe The Circle Trilogy und kam im Jove-Verlag heraus. Auf Deutsch erschienen sie 2007 bzw. 2008 im Verlag Blanvalet als Taschenbuch.

## Ausgaben
- Nora Roberts: Grün wie die Hoffnung. Blanvalet Taschenbuch Verlag, 2007, ISBN 978-3-442-36532-6.
- Nora Roberts: Blau wie das Glück. Blanvalet Taschenbuch Verlag, 2007, ISBN 978-3-442-36533-3.
- Nora Roberts: Rot wie die Liebe. Blanvalet Taschenbuch Verlag, 2008, ISBN 978-3-442-36534-0.

## Handlung

### Grün wie die Hoffnung
Die Geschichte beginnt mit einem Auftrag der Kriegsgöttin Morrigan an Hoyt, einem Zauberer aus dem 12. Jahrhundert. Und das kurz nachdem Hoyt (wie er glaubt) seinen Zwillingsbruder Cian in einem mörderischen Kampf getötet hat (Cian – schon immer der sorglosere von beiden wurde von Lilith getötet und in einen Vampyr verwandelt – und griff dann seinen Bruder an).
Hoyt soll den Ring der Sechs finden und vereinen. Anschließend muss er in die Schlacht gegen die Vampirkönigin Lilith ziehen.
Der Kampf findet in Geall statt, im Tal des Schweigens an Samhain.
Nachdem er sich von seiner Familie verabschiedet und Morrigans Kreuze ihrem Schutz anvertraut hat, folgt Hoyt Morrigans Aufforderung und findet Hoyt sich plötzlich im 21. Jahrhundert in New York wieder. Dort trifft er seinen Bruder, der seit fast 1000 Jahren als Vampyr existiert hat. Cian ist der erste, den Hoyt für den
Anschließend landet er bei der schönen Hexe Glenna. Sie hält zuerst nicht viel vom Kampf und der Idee, ihr jetziges Leben zu verlassen. Doch bei einem Vorfall in der Metro erscheint ihr ein Vampyr, um ihr Angst einzujagen, worauf sie sich für den Kampf entscheidet.
King, ein Freund von Cian, wird für den 'Krieger' der Sechs gehalten. Mit ihm fliegen sie nach Irland, wo Cian sein [und Hoyts] Elternhaus als Trainingslager zur Verfügung stellt
Während Cian, King, Hoyt und Glenna sich in Irland einrichten, folgt in Geall Moira ebenfalls Morrigans Ruf. Moiras Mutter, die Königin von Geall, wurde von Vampiren ermordet und gerade beerdigt.
Moira ist die Gelehrte und nimmt ihren Cousin, den Gastaltenwandler Larkin mit.
Durch das Portal [Tanzplatz der Götter] gelangen sie ebenfalls nach Irland des 21. Jahrhunderts, wo sie sofort von Vampiren angegriffen und von Cian und den anderen gerettet werden. Der Ring der Sechs scheint vereint, sie trainieren und versuchen eine Einheit zu bilden. Bald wird klar, dass Hoyt und Glenna zusammengehören. Mit vereinter Macht kreieren sie mächtige magische Waffen und ein Kreuz, als Symbol der Zusammengehörigkeit und als Schutz gegen Vampire.
Dann zerstört ein Vorfall den Ring: King wird entführt und verwandelt, man glaubt er stirbt. Allerdings kommt er als Vampir zurück, um sie alle zu töten. Er ist nicht mehr er selbst und stirbt durch Cians Hand. Cian kostete es ungeheure Überwindung King zu töten, schließlich war er sein bester Freund.
Plötzlich taucht Blair auf, eine Dämonenjägerin. Sie ist die Kriegerin und nicht wie angenommen King. So schließt sie sich dem Ring an und trainiert mit den anderen Kopf, Herz, Ausdauer, Kraft und Zähigkeit.
Am Ende des ersten Bandes heiraten Glenna und Hoyt. Ihre Verbindung stärkt den Ring der Sechs sehr. Doch ihre Hochzeitszeremonie (Handfasting) wird vom Angriff einiger Vampire gestört.

### Blau wie das Glück
Im zweiten Buch von Nora Roberts Trilogie besiegen die Sechs die Vampire, welche die Hochzeit gestört hatten und beenden dann ihre Zeremonie.
Weiterhin wird trainiert und auch an der Magie gearbeitet.
Doch ihre Nachtruhe wird gestört durch böse Erscheinungen von Lilith. Sie fragen sich, ob Lilith wohl auch einen Zauberer beherbergt. Ihr Verdacht wird bestätigt, als sie mit Hilfe Larkins die Höhlen erforschen, in denen Lilith lebt und sich ebenfalls auf den Kampf vorbereitet. Der Anblick ist erschreckend: In Käfigen sind Menschen eingesperrt, welche nach Bedarf verspeist werden. Larkin kann zum Glück einige befreien. Glenna schreibt eine gemeinsam ausgesuchte Kampfansage an Lilith mit Magie auf einen Fels vor den Höhlen.
Blair und Larkin kommen sich immer näher und werden trotz anfänglicher Bedenken ein Paar. Auch wie Glenna und Hoyt kommen sie aus einer anderen Zeit und beide wollen zusammen im 21. Jahrhundert leben. Auch durch diese Verbindung stärkt sich das Band und die Macht der Erwählten, auch sind alle nun zu guter Zusammenarbeit bereit und gerüstet für den Kampf gegen die Vampirkönigin. Trotz einiger Racheakte von Lilith bereiten sie sich auf die Reise nach Geall vor. Das genaue Datum wurde ihnen von Morrigan mitgeteilt und nun stellt sich die Frage, wie Cian als Vampir durch das Portal der Götter kommen soll. Doch auch er ist ein Erwählter der Götter und wird von Moira mit durch das Portal gezogen.
Sie gelangen nach Geall und werden dort von Moiras und Larkins Familie empfangen. Sie dürfen nun im königlichen Schloss leben. Moira übernimmt nach und nach die königlichen Aufgaben, da sie zu einem späteren Zeitpunkt Königin werden wird.
Das Schlachtfeld liegt im Tal des Schweigens und wird von einigen der Sechs besichtigt und mit Fallen für die Vampirarmee versehen. Bei einem dieser Ausflüge trifft Blair auf Lora, Liliths Geliebte. Während Larkin eine verletzte Familie nach Hause bringt, muss sich Blair gegen viele Vampire bewähren. Sie schüttet Weihwasser über Loras Gesicht und Larkin rettet Blair.
Auch bereiten die Sechs das Volk von Geall auf den Kampf vor und zeigen, welche Wesen Vampire sind. Moira gewinnt den Kampf und bewährt sich erneut bei ihrem Volk.

### Rot wie die Liebe
Der letzte Teil der Ring-Trilogie beginnt mit einem Traum von Cian, der ihm von Lilith gesendet wird. Er träumt ihre erste Begegnung und wie sie ihn in einen Vampir verwandelt hat. Danach erscheint sie ihm persönlich und verspricht ihm alles, wenn er zu ihr zurückkommt. Das Angebot ist verlockend, doch Cian bemerkt ihre Lüge und verjagt sie. Der Traum bereitet ihm trotzdem Unbehagen und er denkt über sein Leben nach. So beschließen die Sechs durch ihre Magie, Lilith auch einen Traum zu schicken. Cian reist im Geiste zu ihr und lässt sie ihre Verwandlung und die Schande sehen, die der Verwandlung vorherging. Das bereitet ihr großen Schmerz, und ihre Rachegelüste gegen den Ring werden größer.
In Geall wird Moira zur Königin, als sie das Schwert aus dem Stein zieht. Für sie beginnt ein neuer Lebensabschnitt und ihr Volk legt alle Hoffnung in die neue Königin. Neben Kämpfen und Kampftraining, muss sie nun auch die Aufgaben einer Königin übernehmen. Doch ihr Herz gehört Cian, beide haben sich verliebt. Sie versuchen anfangs ihre Gefühle zu unterdrücken, da sie keine gemeinsame Zukunft sehen. Als Moira ihn schließlich verführt, erkennen sie ihre Gefühle und dass sie sich irgendwann trennen müssen. Während Moira als Königin in Geall ihre Pflichten hat, kann Cian nicht an ihrer Seite bleiben [da er als Vampir keine Kinder zeugen kann und ihnen nur die Stunden der Nacht blieben].
Die Vorbereitungen für den Kampf laufen, Fallen für Liliths Armee werden vermehrt aufgestellt und das Schlachtfeld nun von allen Mitgliedern besichtigt. Erste Truppen ziehen ab und müssen sich schon zu Beginn gegen Vampire bewähren.
Mit Hilfe Larkins können sie Drachen für sich gewinnen und auch in der Luft nun Gegenstände und Personen transportieren. Nur Kinder, Alte und einige Mütter bleiben im Schloss zurück. Ganz Geall ist zum Kampf gerüstet.
Als dieser schließlich beginnt, ist das Ende unklar. Aus dem Boden kriechen Vampire heraus, und auch magisch hat Lilith einen dunklen Zauberer an ihrer Seite. Viel Blut fließt, doch schließlich gewinnt das Gute und Lilith und ihre Vampirarmee wird vernichtet. Die Götter danken den Sechs, denn sie haben die Welt gerettet.
So kehren alle ins 21. Jahrhundert zurück, nur Moira bleibt in Geall und trauert um Cian. Ebenso geht es Cian, der den Schmerz nicht ertragen kann und sich in Alkohol flüchtet. Doch die Götter haben ein ganz besonderes Geschenk für die beiden: Cian darf wieder ein Mensch werden und kehrt nach Geall zurück, zu seiner Moira. Dort leben sie glücklich bis an ihr Lebensende.

## Charaktere
- Cian: Er ist ein Vampir, trinkt aber nur noch Schweineblut. Er lebt nun seit mehr als 1000 Jahren als Geschäftsmann im 21. Jahrhundert. Cian ist der Zwillingsbruder von Hoyt und eher kühl und wirkt abwesend.

- Hoyt: Hoyt ist ein Zauberer aus Irland des 12. Jahrhunderts. Er reist dann im Auftrag der Götter ins 21. Jahrhundert. Hoyt ist mit Glenna verheiratet und eher eine ruhige, überlegte Person.

- Glenna: Sie ist eine Hexe aus New York des 21. Jahrhunderts und schließt sich ebenfalls dem Ring an. Sie ist verheiratet mit Hoyt. Glenna ist eine lebensfreudige, junge Frau.

- King: Er ist ein guter Freund von Cian sowie sein Bodyguard. King wurde von Cian als Kind aufgenommen und aufgezogen. Er stirbt durch Vampire und scheint anfangs der Krieger des Ringes zu sein.

- Moira: Sie ist die Königin von Geall, die Cousine von Larkin und die Gelehrte des Ringes. Sie heiratet im Epilog Cian und ist eine eher ruhige, kluge Frau.

- Larkin: Er ist der Cousin von Moira, ein Adeliger in Geall und der Gestaltenwandler. Larkin ist der Freund von Blair und ein charmanter, lebensfreudiger junger Mann.

- Blair: Sie ist die Dämonenjägerin, also die Kriegerin des Ringes. Blair lebt im 21. Jahrhundert in den USA und hat eine schwierige Vergangenheit. Außerdem ist sie die Freundin von Larkin.

- Lilith: Sie ist die böse Vampirkönigin im Buch, die seit mehr als 2000 Jahren lebt. Lilith will Macht über alle Welten besitzen. Sie ist bisexuell und hat neben ihrer Geliebten Lora, ein Verhältnis mit vielen Männern. Vor ihrer Verwandlung war sie Tempelpriesterin, doch sie wurde von ihrem Geliebten verlassen und dann in einen Vampir verwandelt. Lilith ist sehr schön, doch schon als Mensch psychisch gestört.